# Mezrara
Mezrara est un village de Kabylie situé dans la wilaya de Tizi Ouzou en Algérie, à 57 km au sud-ouest de Tizi Ouzou et à 120 km environ au sud-est d'Alger.

## Géographie

### Localisation
Le village Mezrara est situé dans la commune de Frikat au sud-ouest de la wilaya de Tizi Ouzou.
| Draâ El Mizan | Aït Sidi Maamar | Bounouh   |
| Draâ El Mizan | Mezrara         | Ait Smail |
| Aït Ali       | Aït Boumaâza    | Zarour    |

### Villages de la commune
- Ath Moh Aârav
- Ath Kerrou
- Ath Ali U Akli
- Iaâmaliyen
- Iâataren
- Ighil Tizi
- Ifetathen
- Iâzithen
- Ihamdanen
- Bel-Abes
- Ikhaldiwen
- Les Hanichs
- Imkhoulaf (Boumansour)